# Ян III Собиески
Ян III Собиески (на полски: Jan III Sobieski; на литовски: Jonas Sobieskis; на беларуски: Ян Сабескі) е един от най-забележителните монарси на Жечпосполита, крал на Полша и Велик Княз на Литва в периода (1674 – 1696).

## Живот

### Ранни години (1629 – 1648)
Роден е на 17 август 1629 година в Олеско, малък град близо до Лвов (днес Украйна), в магнатското семейство на Якоб Собиески и София Теофиля Даниловичувна.
Завършва Новодворският колеж в Краков, а през 1646 и философският факултет на Краковската академия. В периода 1646 – 1648, заедно с брат си Марек Собиески, заминава за Западна Европа, където научава немски, френски и италиански език.

### Военна и политическа кариера (1648 – 1688)
През 1648 г., Собиески се завръща в Полша и се записва в полската армия срещу бунтовниците на Богдан Хмелницки. През 1649 е повишен в чин полковник. Следва назначение в Османската империя лично от краля Ян II Кажимеж. Там Ян научава татарският език и се запознава с турската тактика и военни традиции. Придобива слава на блестящ военачалник във войната с Швеция (1653 – 1660).
През 1665 се жени за Мария Кажимера д'Аркен и е назначен за велик коронен маршал (на полски: marszałek wielki koronny) на кралството, а от 1666 година е на длъжността велик коронен хетман (на полски: hetman wielki koronny).
През 1673 година при Хотин разбива турските войски. Не успява да завърши победната кампания, тъй като литовските войски под командването на съперника му Михал Пац отказват да участват в кампанията. Въпреки това именно еуфорията от хотимската победа осигурява на Собиески и политически успех. През юни 1674 година е избран за крал на Жечпосполита, а коронацията му се извършва на 2 февруари 1676.

### Крал на Полша (1674 – 1696)

#### Външна политика
Новият владетел отдава голямо значение на политическата подкрепа от страна на Франция. През 1675 година в Яворув сключва таен договор с Луи XIV. През следващата година успява да победи турците при Журавно и да присъедини към държавата си голяма част от Украйна. Предвожданата от него християнска армия разбива в битката при Виена обсаждащите град османските турци на 12 септември 1683 година. Тази победа не само спира експанзията на Османската империя в Европа, но и осигурява международен престиж на Полската държава, която получава славата на „предна крепост на християнството“. Въпреки това променливата международна конюнктура и липсата на подкрепа от страна на полската аристокрация не позволяват на държавата да преодолее политическата криза. На 1 май 1686 година Собиески се оказва принуден да сключи мир с Русия, според който Жечпосполита се отказва от Киев, Чернигов и Смоленск. В договора е включена и клауза, която определя Русия като защитник на православното население на Жечпосполита, който на практика ѝ дава право да се намесва във вътрешните дела на полската държава.

#### Вътрешна политика
По време на своето управление Ян Собиески прави опити да преодолее политическата анархия, обхванала страната. Стреми се да засили централната власт, прави опити да въведе наследственост на престола и да отмени liberum veto. Политиката на краля обаче е непопулярна, тъй като големите благороднически родове се стремят да запазят своите правомощия и настройват шляхтата срещу него. През 1688 година Собиески произнася пред полския сенат изпълнена с трагизъм реч, която предупреждава за опасностите от анархията в страната.

#### Развитие на полската култура. Смърт
Последните години от живота си кралят насочва своите усилия към развитието на полската култура. Поддържа редица полски и чуждестранни архитекти, художници, скулптори, хуманисти, математици и астрономи. Частните му резиденции се превръщат в едни от най-забележителните образци на полската архитектура.
Умира на 17 юни 1696 година в кралската резиденция във Виланов, днес част от Варшава. Погребан е във Вавелската катедрала в Краков. По-късно, през 1716 г., жена му Ана д’Аркиен е положена до него.

## Ян III Собиески като писател и покровител на изкуствата
Бъдещият крал е роден в семейство, покровителстващо книжовността и ерудицията. Баща му Якуб е автор на латинска хроника, използвана от Вацлав Потоцки при съставяне на поемата Хочимската война (1670). През периода на своето управление Ян III Собиески широко покровителства изкуствата в кралството, особено живописта и художествените занаяти. Архитектурен паметник на неговата слава остава резиденцията във Виланув, построена за краля в периода 1681 – 1696 г. по проект на полския архитект Аугустин Винценти Лоци.
В литературата на късния барок в Полша Собиески се налага като идеализиран герой – крал и пълководец победител в редица поеми и панегирични съчинения. Самият той се оказва първомайстор на епистоларния жанр в старополската литература. Неговите писма до Маришенка (французойката Мария Кажимера Д'Аркен, за която се жени през 1665 г.) разкриват живия полски дворцов език, изпълнен с френски и латински фрази. Като литературен документ писмата се отличават с широка стилистична и емоционална амплитуда. Важни исторически и политически съображения се преплитат с дребни битови случки и съпружески наставления. Скоро след написването им писмата, известни на целия двор, се превръщат в епистоларен образец за полските благородници.